# Rue du Bac (film, 1991)
Pour les articles homonymes, voir Rue du Bac.
Pour plus de détails, voir Fiche technique et Distribution.
Rue du Bac est un film français réalisé par Gabriel Aghion, sorti en 1991.

## Synopsis
Simon vit dans une famille cultivée et aisée, chapeautée par sa mère Alice. Raphaël, le cousin de Simon appartient à la branche « ratée » de la famille. Toutefois Simon apprécie beaucoup son cousin et lorsque Raphaël veut se lancer dans le métier d'écrivain pour séduire Marie, une éditrice, Simon se décide à lui venir en aide en devenant son nègre littéraire. Cette décision apporte beaucoup de changements et de retournements de situation dans la famille et son entourage.

## Fiche technique
- Titre : Rue du Bac
- Réalisation : Gabriel Aghion
- Scénario : Gabriel Aghion et Yves Dangerfield
- Photographie : Fabio Conversi
- Son : Jean-Pierre Fénié
- Décors : Carlos Consi
- Costumes : Livia d'Alché
- Musique : Jean-Claude Petit
- Montage : Luc Barnier
- Société de production : Sara Films
- Pays d'origine :  France
- Durée : 95 minutes
- Date de sortie : 20 mars 1991

## Distribution
- Vincent Vallier : Simon
- Geneviève Bujold : Marie Aubriac
- Françoise Brion : Alice
- Édith Scob : Judith
- Frédéric Constant : Raphaël
- Céline Samie : Olga
- Farida Rahouadj : Zohra
- Facundo Bo : Martial